# Euphorbia exserta
Euphorbia exserta är en törelväxtart som först beskrevs av John Kunkel Small, och fick sitt nu gällande namn av William Chambers Coker. Euphorbia exserta ingår i släktet törlar, och familjen törelväxter.
Artens utbredningsområde är Florida. Inga underarter finns listade i Catalogue of Life.